# 植本一雄
植本 一雄（うえもと かずお、1933年（昭和8年）11月20日 - 1953年（昭和28年）6月26日）は、日本の作曲家、作詞家。「長崎の鐘」を作詞作曲したことで知られる。東京府出身。

## 経歴
1933年（昭和8年）、東京府で生まれる。父は植本十一、母は植本コユウの長男。
4歳からピアノを習い、7歳から4年間絶対音感教育を受ける。10歳にて鈴木鎮一にヴァイオリンを、シャピロにピアノを習うも戦争のため中断。この頃から作曲を始め、19歳で亡くなるまで数多くの童謡、歌曲、霊歌、カンタータ、ピアノ曲を作曲する。
14歳にて日本ビクター児童合唱団にボーイソプラノとして入団、GHQチャペルセンター聖歌隊にも加わる。
1949年（昭和24年）、東京都千代田区の暁星高等学校に入学する。暁星高校1年生の時に聖堂ベネディクションオルガン伴奏者に任命される。続いて暁星聖歌隊長を拝命する。16歳より渡辺浦人に師事、作曲理論を学ぶ。
音楽家志望により暁星高校を2年にて中退し、作曲理論を高田三郎、合唱指揮法を中田羽後に師事して音楽と語学（英語・フランス語）の勉学を続ける。
1949年（昭和24年）に作詞作曲した「長崎の鐘」は藤原義江の歌でビクターレコードから発売され、永井隆によって賞賛される。また、懸賞入選の新賛美歌「みまねきかしこし」は329番として賛美歌集に収録される。
一方、19歳の時、青少年の健全育成を目指した「世界あじろ木同盟」を設立し活動するも、病のため1953年（昭和28年）6月26日にこの世を去った。
柳原白蓮は「貴方は余りに美しかった　まるで生きた観音様のような･･･」で始まる弔辞で、「天つ空にあらわれいでし星のあり　きみがみたまのひかりとぞ思ふ」の歌を詠んだ。

## その他
2012年（平成24年）2月、日本経済新聞社の佐久間良子の「私の履歴書」（日本経済新聞社）に初恋の人として紹介される。
静岡県富士宮市の奇石博物館敷地内に、植本一雄が「世界あじろ木同盟」設立の意志を表して詠んだ「日の本のこの国こそは神様の光うけづぐ神の国なり　大世界平和のために一心に祈る心ぞ誠なるかな」の歌碑がある。奇石博物館は植本一雄の父・植本十一が1971年（昭和46年）に設立した博物館である。
また、中見利男『偽天皇事件に秘められた日本史の謎』（別冊宝島2192、宝島社）に拠れば、母親が伊勢神社参拝中に産気づいて生まれ、南朝の皇統を継ぐ者として霊示を受けたといい、1952年（昭和27年）に当時の皇太子（明仁上皇）よりも80日早く「立太子礼」を行った。